# Ján (arcibiskup)
Metropolita Jan (někdy též Ján, či Ioann apod.), občanským jménem Michail Ivanovič Kuchtin / Михаи́л Ива́нович Кухти́н (20. září 1901, Kargalskaja – 5. června 1975, Oděsa) byl pražský pravoslavný arcibiskup a druhý metropolita pravoslavné církve v českých zemích a na Slovensku.

## Život

Hrob metropolity Jana v Oděse

Narodil se v kozácké osadě Kargalskaja.
V letech 1922–1950 působil v Jugoslávii a následně v Bulharsku a od roku 1951 v Československu. V letech 1954–1956 byl titulárním biskupem žateckým. V letech 1956–1964 stál v čele československé pravoslavné církve.
Poslední roky svého života strávil v SSSR. Zemřel 5. června 1975 v ukrajinské Oděse.